# Aderus dispariceps
Aderus dispariceps is een keversoort uit de familie schijnsnoerhalskevers (Aderidae). De wetenschappelijke naam van de soort werd in 1922 gepubliceerd door Maurice Pic.